# François Prévost
François Prévost (Montmagny (Quebec), 6 november, 1965) is een Canadees, Franstalig filmregisseur, -producent, cinematograaf en filmschrijver.

## Filmografie
In de jaren 80 en jaren 90 regisseerde hij de televisieserie La course destination monde.
In 2004 regisseerde hij samen met Hugo Latulippe Ce qu'il reste de nous; buiten Canada is de documentaire ook uitgebracht onder de titel What Remains of Us. De documentaire behandelt het nog resterende niet-gewelddadige verzet tegen de Chinese onderdrukking in Tibet. Centraal staat een Tibetaanse vluchteling die op dat moment in Quebec woont. De film won vijf prijzen, waaronder die van het Internationaal filmfestival van Vancouver.
- Library of Congress Control Number: no2009139293
- Virtual International Authority File: 100749247
- WorldCat: E39PBJrgJmBQv6ykkfKTcm6qcP